# ミロスラバ・レスコバ
ミロスラバ・レスコバ（Miloslava Rezková、1950年7月22日 - 2014年10月19日）は、チェコスロバキアの陸上競技選手。1968年メキシコシティーオリンピックの金メダリストである。プラハ出身。

## 経歴
レスコバは、子供のころにはバレエとリズム体操を行っており、運動神経に優れていた。学校に通っていたとき、クラスメートが陸上の走高跳の試合に出場するはずだったが、そのクラスメートが病気のため出場できなくなり、代役として出場した試合でレスコバは優勝してしまう。13歳のときのレスコバの走高跳のベスト記録は1m33であった。
レスコバは、1968年に大きく注目されることとなる。この年の初めまで自己ベストは1m66であったが、室内のシーズンのころには1m70まで自己ベストを伸ばすと、同年のチェコスロバキア選手権を1m82の好記録で優勝し、メキシコオリンピックへの出場を果たす。メキシコでは、競技の合間にユーモア小説を読みリラックスしながら、1m82で金メダルを獲得した。
翌年のアテネで開催されたヨーロッパ選手権でも優勝したが、これ以後レスコバが表彰台に上る活躍をすることはなくなる。1971年のヨーロッパ選手権は5位、1972年ミュンヘンオリンピックは15位、1974年のヨーロッパ選手権でも5位であった。1977年にソ連のタリン（エストニア）の大会に出場したのを最後に現役を引退した。
レスコバの身長は1m69で、走高跳の選手としては非常に小柄な選手であった。また、非常に視力が弱いというハンディキャップを負っていた。レスコバは、ジャンプの度にメガネをはずさなければならず、彼女の目にはバーはいつもかすんで見えていたという。

## 自己ベスト
- 走高跳 - 1m87 (1974年)

## 主な実績
| 年   | 大会                 | 場所                     | 種目   | 結果 | 記録  |
| ---- | -------------------- | ------------------------ | ------ | ---- | ----- |
| 1968 | オリンピック         | メキシコシティ(メキシコ) | 走高跳 | 1位  | 1 m82 |
| 1969 | ヨーロッパ陸上選手権 | アテネ(ギリシャ)         | 走高跳 | 1位  | 1 m83 |
| 1971 | ヨーロッパ陸上選手権 | ヘルシンキ(フィンランド) | 走高跳 | 5位  | 1 m83 |
| 1972 | オリンピック         | ミュンヘン(西ドイツ)     | 走高跳 | 15位 | 1 m82 |
| 1974 | ヨーロッパ陸上選手権 | ローマ(イタリア)         | 走高跳 | 5位  | 1 m86 |